# Тимон, Самуил
Самуил Тимон (словац. Samuel Timon; 20 июля 1675, Тренчьянска Турна (ныне Тренчинский край Словакии) — 4 июля 1736, Кошице) — иезуит, историк словацкого происхождения, основатель современной венгерской и словацкой историографии, педагог, географ.

## Биография
В 1693 году вступил в орден Общества Иисуса в Братиславе и до 1695 проходил период послушничества в Вене.
С 1695 до 1696 одновременно с собственной учебой, занимался с учениками в Скалице. В 1699—1702 — преподаватель грамматики и синтаксиса в г. Трнава, в 1702—1704 — учитель поэтики и риторики в Прешове.
1707—1711 годах преподавал риторику в г. Трнава, затем риторику и поэзию в Буде.
В 1711 г. был рукоположен в Вене.
В 1711—1712 — префект диалектики и морали в венском «Pazmaneum» (семинарии для клириков венгерских диоцезов),
в 1712—1716 преподаватель в Трнавском университете, где читал лекции по древнееврейскому языку, философии, этике и физике. В 1717—1718 годах — декан филологии университета в г. Трнава, читал курс лекции о морали.
Затем до 1724 года преподавал богословие в университете города Кошице. Позже до 1726 года работал в коллегии г. Клужа.
С 1726 по 1727 год исполнял функции вице-ректора духовной семинарии в Ужгороде.
В 1727—1736 гг. был регентом семинара в Кошице, где он был также хроникером, библиотекарем и советником.
Умер в 1736 году в Кошице после длительной тяжелой болезни.

## Научная деятельность
С. Тимон считается одним из основателей современной венгерской и словацкой историографии, заложившим основы словацкой истории. Определил место словаков в истории Венгерского королевства.
Самуил Тимон, а также несколько других членов Общества Иисуса, был лидером и фактическим руководителем начальной фазы словацкого национального возрождения.

## Избранные труды
На латыни:
- Celebriorum Hungariae urbium et oppidorum topographia (1702)
- Synopsis novae chronologicae Regnorum Hungariae. I—II. (1714)

:Brevis commentarius IV. Nagyszombat (1718—1719)
Synopsis novae chronologicae Regnorum Hungariae, Croatiae, Dalmatiae etc. Pars I. et II. a nativitate S. Stephani primi regis hungarorum inchoata. Pars III. Ab anno 1458 ad 1526. perducta. Uo., 1714, 1715. (Új kiad.: Epitome chronologica… usque ad annum 1576. typis edita, nunc denuo accurate revisa, in multis correcta, aucta & usque ad annum 1736. producta. Rost Tamás SJ által. Cassoviae, 1736. és Claudiopoli, 1764)
- Tibisci Ungariae fluvii notio Vagique (1736)
- Epitome chronologica rerum Hungaricarum. Kassa 1736
- Purpura Pannonica, sive vitae et gestae S. R. E. cardinalium, qui aut in ditionibus sacrae coronae Hungaricae nati cum regibus sangvine conjuncti, aut episcopatibus Hungaricis potiti fuerunt… Tyrnaviae, 1715. (névtelenül; Cum additamentis. Cassoviae, 1745. Aucta et emendata. Claudiopoli, 1746. Skoda György SJ-nek is tulajdonították)
- Imago antiquae Hungariae, repraesentans terras, adventus res gestas gentis hunnicae. Historico genere strictim perscripta. Cassoviae, 1733. (Új kiad. Tyrnaviae, 1735; Viennae, 1754; Viennae, Pragae et Tergesti, 1762; Cassoviae, 1766, 1833) Imago novae Hungariae a második részben
- Imago novae Hungariae, repraesentans regna, provincias, banatus et comitatus ditionis hungaricae Historico genere strictim perscripta. Cassoviae, 1734. (Új kiad. Tyrnaviae, 1735; Viennae, 1754. és Viennae, Pragae, Tergesti, 1762)
- Tibisci Ungariae fluvii notio, Vagique ex parte… Cassoviae, 1735. (Új kiad. Uo., 1767)
- Opusculum theologicum, in quo quaeritur, an et qualiter possit Princeps Catholicus in ditione sua retinere haereticos, vel contra poenes eos aut exilio ad Fidem Catholicam amplectendam cogere… Tyrnaviae, 1721.